# Pływanie na Letniej Uniwersjadzie 1970 - 1500 m stylem dowolnym
1500 m stylem dowolnym mężczyzn – jedna z konkurencji rozegranych podczas zawodów pływackich letniej uniwersjady w Turynie w roku 1970. Złoty medal wywalczył zawodnik Stanów Zjednoczonych Andy Strenk. 

## Rekordy
| Rekord świata      | Stany Zjednoczone | 15,57.1 | 1970        |
| Rekord uniwersjady | Stany Zjednoczone | 16,34.6 | 1967, Tokio |

## Przebieg zawodów
Do konkursu zgłoszono tylko ośmiu zawodników. W związku z tą sytuacją rozegrano tylko wyścig finałowy.

### Finał
| Pozycja | Reprezentacja         | Rezultat |
| ------- | --------------------- | -------- |
|         | Andy Strenk           | 16,43.1  |
|         | Steve Genter          | 17,01.1  |
|         | Władysław Wojtakajtis | 17,34.9  |
| 4.      | Ivan Myall            | 18,19.9  |
| 5.      | David Johnson         | 18,20.2  |
| 6.      | Lorenzo Marugo        | 18,25.8  |
| 7.      | Michael Guinness      | 19,15.4  |
| 8.      | Alastair McGregor     | 19,29.6  |